# Мигово (Львовская область)
Мигово (укр. Мігово) — село в Добромильской городской общине Самборского района Львовской области Украины.
Население по переписи 2001 года составляло 543 человека. Занимает площадь 1,46 км². Почтовый индекс — 82045. Телефонный код — 3238.